# 桜川みゅう
桜川 みゅう（さくらかわ みゅう、1998年3月11日 - ）は、日本の女優・歌手・モデル。鹿児島県出身。トライストーン・エンタテイメント直営の俳優養成／演技研究所『トライストーン・アクティングラボ（TSAL）』に在籍中。

## 来歴
2014年、スカウトをきっかけに地元鹿児島県から上京。
2018年、芸名を「桜川みゅう」に改め、トライストーン・アクティングラボにて演技の勉強をすることを発表。

## 出演

### 映画
- トイレの花子さん新章〜花子VSヨースケ〜（2016年7月2日、チャンスイン）
- きょうのキラ君 （2017年2月25日、ショウゲート） - クラスメイト役

### ドラマ
- SICK'S 覇乃抄 〜内閣情報調査室特務事項専従係事件簿〜（2019年3月22日 - 5月17日、Paravi） - 鈴隊 役
- 大河ドラマ いだてん〜東京オリムピック噺〜（2019年7月7日 - 12月15日、NHK）
- 名もなき復讐者 ZEGEN（2019年8月30日 - 10月18日、関西テレビ） - ホステス 役
- オペレーションZ 〜日本破滅、待ったなし〜（2020年3月15日 - 4月19日、WOWOW） - 女性アイドル 役
- シグナル 長期未解決事件捜査班 スペシャル（2021年3月30日、関西テレビ・フジテレビ） - 女性警察官 役
- 元彼の遺言状（2022年4月11日 - 6月20日、フジテレビ）
- やんごとなき一族（2022年4月21日 - 6月30日、フジテレビ） - 支配人 役
- シコふんじゃった！（2022年10月26日配信、Disney+） - ラーメン店員 役
- まどか26歳、研修医やってます！（2025年1月14日 - 3月18日、TBS） - 佐藤祐美 役
- イグナイト -法の無法者- 第5話（2025年5月16日、TBS） - 広報社員 役[2]

### 舞台
- フライングパイレーツ〜ネバーランド漂流記（2014年7月30日 - 8月3日、シアターグリーン） - トゥートルズ役
- 13月の女の子（2017年1月25日 - 2月5日、新宿村LIVE）  - 潮見ひかる役
- ドリームレスキュー・言うことナース！〜エピソードゼロだけどぉ〜（2018年7月5日 - 7月8日、新宿村LIVE） - エッグ・プラント役
- Ska Ghost（2019年3月8日 - 3月10日、中目黒キンケロ・シアター）  - 宮田役
- プロント劇場 夜「Girls Be Ambitious」（2019年6月29日 - 7月6日、プロント神田店）  - 上園直役

### CM
- リクルートライフスタイル「HOT PEPPER Beauty」
  - 「空き状況」篇（2018年）
  - 「24時間予約」篇（2018年）
- JapanTaxi
  - 「実況ライブ」ビジネス 令和篇（2019年）
- SoftBank
  - 「真夏のバッキャロー」篇（2019年）
  - 「恋人がサンタクロース」篇（2019年）
  - 「5G 予告」篇（2020年）
- ホーユー
  - 「ビューティーラボ」（2020年）
- コクヨ
  - 「Initia」&「STACKA」（2021年）
  - 「Welca」&「Patio」（2021年）
  - 「オフィスの音問題を『吸音』で解決。」（2021年）
- 日清製粉グループ
  - 「役者仲間との青春の味、ねぎ焼」篇（2021年）
- 鹿児島銀行
  - 「かぎん教育ローン」篇（2021年-2023年）
  - 「かぎん住宅ローン」篇（2021年-2023年）
  - 「かぎんローンF」篇（2021年-2023年）
  - 「かぎんカードローン」篇（2021年-2023年）
  - 「かぎんマイカーローン」篇（2021年-2023年）
- Oisix
  - 「オイシックスと呼ばれて」篇（2022年）
  - 「グループ名がオイシックスだったら」篇（2022年）
- ニトリ
  - 「持って帰れるニトリのマットレス」（2022年-）
- 富士紡ホールディングス
  - 「フジボウ合唱団篇」（2022年）
- 日本コカ・コーラ
  - 「飲むコンディションメイク アクエリアス ゼロ」（2022年）
- ゼリア新薬「ハイゼリー顆粒EX」
  - 「おつかれさんの日々」満員電車篇（2023年）
- KDDI「au三太郎シリーズ」
  - 「ココロオドル体操篇」（2023年）
- 資生堂
  - 「ワタシプラス "つながり"がテーマの新しい配送箱 オリジナルムービー」（2023年）
- NTTドコモ
  - 料金「irumo 勝負の一球」篇（2023年）
- エージーデオ24
  - 「長時間ニオイブロック」篇（2024年）
- サントリー「ザ・プレミアム・モルツ」
  - 「飲みに誘うのムズすぎ問題」篇（2024年）
- リクルートホールディングス
  - 「じゃらんスペシャルウィーク」（2024年）
- UberEATS
  - 「花粉の季節も、Uber Eats で、いーんじゃない？ 花粉」篇（2025年）
- アサヒグループ食品「1本満足バー」
  - 「１食入魂でマンゾク」篇（2025年）

### webムービー
- KADOKAWA富士見L文庫
  - わたしの幸せな結婚スペシャルPV（2022年）

### テレビ番組
- あしたのSHOW（2018年、TOKYO MX）アシスタントMC
- 中居正広の金曜日のスマイルたちへ あのブームを作った女性 今、幸せですか？蛯原友里（2022年10月28日、TBSテレビ） - CanCam編集部役

### イメージモデル
- 振袖わらん（2018年）
- 富士フイルム「FUJIFILM X-A5」（2018年-2019年）
- 鹿児島銀行イメージモデル（2021年-2023年）